# George Patterson (filmmaker)
George (Neilson) Patterson (Falkirk (Schotland), 19 augustus 1920 -  Lesmahagow, 28 december 2012) is een Schotse filmregisseur, sinoloog, tibetoloog en schrijver. 

## Biografie
Patterson begon als monteur en besloot om een jaar lang de Missionary School of Medicine te gaan volgen in Londen. In 1946 vertrok hij naar China als missionaris. Hij studeerde Chinees en vertrok samen met Geoffrey Bull naar Oost-Tibet in 1947. Hij trok door het gebied, waarbij hij leefde tussen de militante Khamba-stammen en hun taal leerde terwijl hij ze medisch behandelde. Terwijl in 1950 de invasie van Tibet aanstaande was en zijn medische voorraden uitgeput raakten, vertrok hij op verzoek van de Khamba-leiders naar het Westen om de regeringen van India, het Verenigd Koninkrijk en de Verenigde Staten te waarschuwen en hulp te zoeken voor de Khamba.
Toen de invasie eenmaal een feit was en de grenzen waren afgesloten, verbleef hij in de Indische grenssteden Kalimpong en Darjeeling tot 1961. Hij werd door de familie van dalai lama Tenzin Gyatso gevraagd de vlucht en opvang in ballingschap in de VS te regelen. Hij schreef naar vele gezagdragers en kranten. In 1961 kwam hij terug in Groot-Brittannië en had daar zijn eigen radioprogramma voor de BBC, genaamd Asian Affairs In The British Press en werkte samen met radio- en televisiemaatschappijen in Canada, Nieuw-Zeeland en Australië. In 1961 werd hij kandidaat voor de Liberal Democrats in het kieskring West-Edinburgh.
In 1964-5 was hij scriptschrijver voor documentaires over Azië, samen met Adrian Cowell and Chris Menges. Tussen 1964-73 verbleef hij in Hongkong als basis voor zijn reizen door Azië en werkte daar voor Radio Hong Kong en Rediffusion-TV Tussen 1966-8 hielp hij bij het opzetten van de eerste commerciële krant van Hongkong, de Hong Kong Trade Development Corporation.
Toen zijn vrouw Meg een nieuwe revolutionaire behandelingsmethode had ontwikkeld voor de behandeling van drugsverslaving (NeuroElectric Therapy, of NET) gingen ze terug naar Londen zodat zij haar onderzoekswerk kon vervolgen. Daar zetten ze een drugskliniek op.
Op 25 maart 2011 werd hij onderscheiden met de Light of Truth Award.

## Filmografie
Raid Into Tibet was een documentaire uit 1967 over Tibetaanse guerrillastrijders die tegen het Chinese leger vochten. De prijs won de International Prix Italia in 1967 als beste documentaire van het jaar.
Chasing The Dragon uit 1970 was een documentaire over het drugsprobleem in Hongkong. Synanon uit 1980 documenteerde de beroemde Amerikaanse drugsaanpak die uitliep op sektepraktijken en geweld.